# 贝利萨里奥·博埃托县

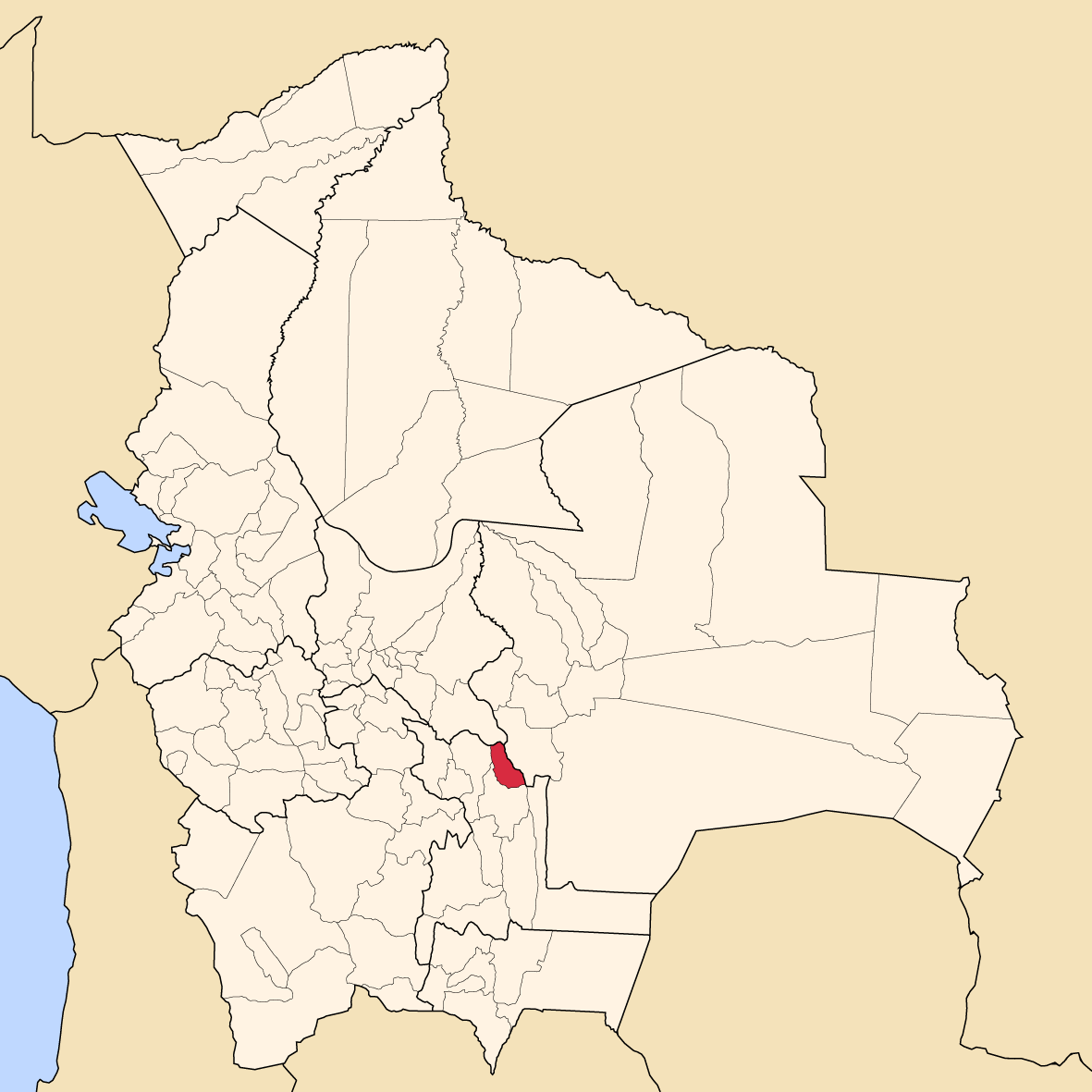

贝利萨里奥·博埃托县（西班牙語：Provincia de Belisario Boeto），是玻利維亞的县份，位於該國南部，屬於丘基薩卡省的一部分，县府設於塞拉諾鎮，面積1,704平方公里，2001年人口12,277，人口密度每平方公里6.1人。